# Denise van Vliet
Denise van Vliet (24 juli 1986) was een Nederlandse voetbalster die speelde voor FC Zwolle.
Tegenwoordig is ze een personal trainer.

## Statistieken
| Seizoen | Club       | Land      | Competitie  | Wedstrijden | Doelpunten |
| ------- | ---------- | --------- | ----------- | ----------- | ---------- |
| 2007/08 | FC Utrecht | Nederland | Eredivisie  | -           | -          |
| 2008/09 | RCL        | Nederland | Hoofdklasse | -           | -          |
| 2010/11 | FC Zwolle  | Nederland | Eredivisie  | 0           | 0          |

Bijgewerkt op 17 nov 2010 17:15 (CEST)